# Hamburg (Minnesota)
Hamburg ist eine Stadt im Süden des Carver County im US-Bundesstaat Minnesota. Im Jahr 2020 hatte der Ort 566 Einwohner.

## Geografie
Hamburg liegt am westlichen Rand der Metropolregion Minneapolis–Saint Paul. Nach Angaben des United States Census Bureau beträgt die Fläche der Stadt 0,5 Quadratkilometer. Durch den Ort verläuft eine Eisenbahnlinie der Union Pacific Railroad (ehemals Chicago and North Western Railway).

## Geschichte
In der zweiten Hälfte des 19. Jahrhunderts ließen sich überwiegend deutsche Siedler in der Gegend nieder und bildeten den Ort, welcher nach der deutschen Großstadt Hamburg benannt wurde. Am 1. Mai 1900 erhielt der Ort den Status eines Village und später die Stadtrechte.
| Jahr       | 1970 | 1980 | 1990 | 2000 | 2010 | 2020 |
| ---------- | ---- | ---- | ---- | ---- | ---- | ---- |
| Einwohner¹ | 405  | 475  | 492  | 538  | 513  | 566  |

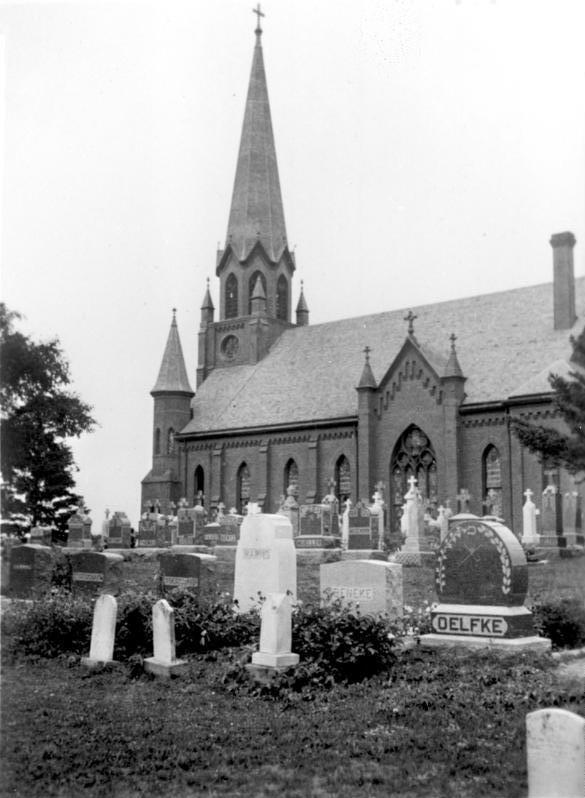
Kirche in Hamburg, Minnesota, 1928
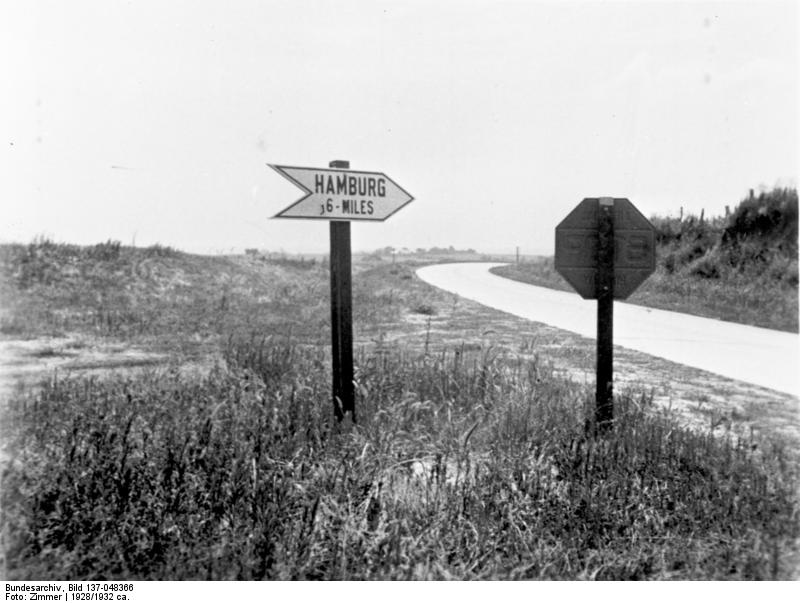
Straßenschild nach Hamburg, Minnesota, 1928
Panorama von Hamburg, Minnesota aus dem Jahr 1910

## Söhne und Töchter der Stadt
- Paul Bouman (1918–2019), Komponist und Kirchenmusiker